# شو گنبائو
شو گنبائو (انگلیسی: Xu Genbao؛ زادهٔ ۱۶ ژانویهٔ ۱۹۴۴) بازیکن فوتبال اهل چین است.
وی همچنین در تیم ملی فوتبال چین بازی کرده‌است.